# Wandella orana
Espèce
Wandella orana est une espèce d'araignées aranéomorphes de la famille des Filistatidae.

## Distribution
Cette espèce est endémique d'Australie. Elle se rencontre dans l'Est de la Nouvelle-Galles du Sud et dans le Sud-Est du Queensland.

## Description
Le mâle holotype mesure 3,3 mm et les femelles de 4,9 à 5,2 mm.

## Publication originale
- Gray, 1994 : A review of the filistatid spiders (Araneae: Filistatidae) of Australia. Records of the Australian Museum, vol. 46, no 1, p. 39-61 (texte intégral).